# چیما دی بیانکابلا
چیما دی بیانکابلا (به لاتین: Cima di Piancabella) یک کوه در سوئیس است که در کانتون تیچینو واقع شده‌است. چیما دی بیانکابلا ۲٬۶۷۱ متر بالاتر از سطح دریا واقع شده‌است.